# Comatose (álbum)
Comatose es el sexto álbum de estudio de la banda cristiana Skillet. Fue lanzado el 3 de octubre de 2006.

## Lista de canciones
| N.º | Título                     | Duración |  |
| 1.  | «Rebirthing»               | 3:53     |  |
| 2.  | «The Last Night»           | 3:32     |  |
| 3.  | «Yours to Hold»            | 3:42     |  |
| 4.  | «Better Than Drugs»        | 3:57     |  |
| 5.  | «Comatose»                 | 3:50     |  |
| 6.  | «The Older I Get»          | 3:38     |  |
| 7.  | «Those Nights»             | 3:46     |  |
| 8.  | «Falling Inside the Black» | 3:30     |  |
| 9.  | «Say Goodbye»              | 4:16     |  |
| 10. | «Whispers in the Dark»     | 3:24     |  |
| 11. | «Looking for Angels»       | 4:31     |  |

- Datos: Q579309